# 90-мм зенитная пушка M2
90-мм зенитная пушка М2 — американское зенитное орудие периода Второй мировой войны.

## История
Разработана в США в 1942 году. В Великую Отечественную войну в СССР по ленд-лизу было поставлено 4 орудия. Они использовались в Великой Отечественной войне, а после её окончания состояли на вооружении Советской Армии до принятия на вооружение зенитных ракетных комплексов.

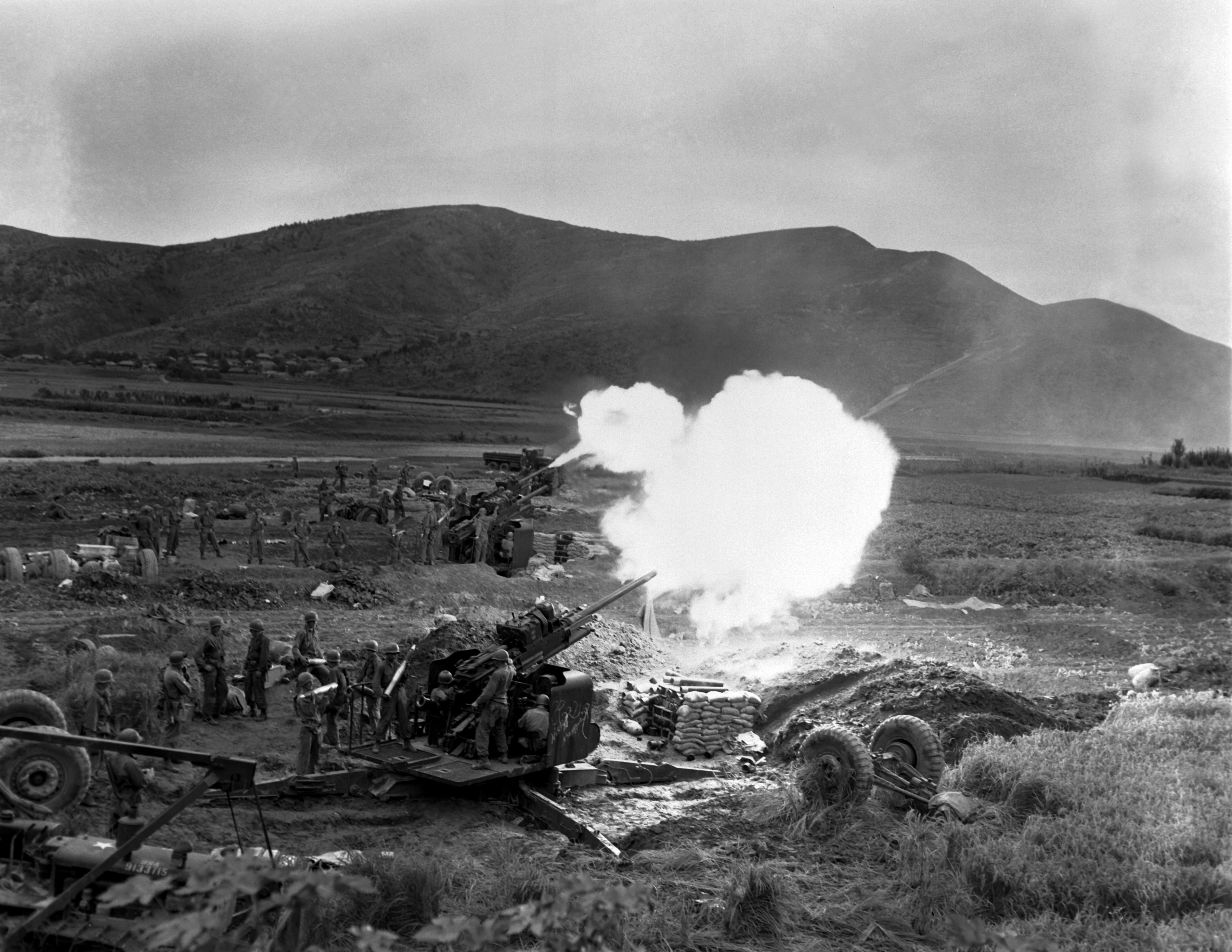
90-мм М2 в Корее

В 1944 году принимается на вооружение во Второй мировой войне 90-мм полуавтоматическая зенитная пушка М2, созданная на базе 90-мм орудия М1. Ряд конструктивных изменений, внесённых в станину орудия, сделали М2 легче на 2 тонны и проще в плане приведения в боевое положение. Эффективность зенитки существенно возросла, когда были приняты на вооружение снаряды со радиовзрывателем.
Это последняя зенитная полуавтоматическая пушка, созданная в США.
Для наводки артиллерийской батареи применялся радиолокатор SCR-268, а в конце второй мировой войны SCR-584.
Производство орудий началось в феврале 1941 года и закончилось в октябре 1944. За это время сделали 7831 пушку, из них 254 в стационарном варианте (1941 — 171, 1942 — 3286, включая 14 стационарных, 1943 — 4074, включая 240 стационарных, 1944 — 300).
Кроме того, в 1944 году, с использованием баллистики зенитного орудия, была создана противотанковая пушка Т8. Стандартизирована она не была, однако с декабря 1944 по июнь 1945 года изготовили партию из 200 таких орудий.

## Применение
Устройство пушки, -  М2 имела возможность опускать ствол ниже 0°, что позволяло использовать её и для стрельбы по наземным подвижным и неподвижным целям, в том числе по бронетехнике. Во время Корейской войны (1950-1953) М2 активно применялась в боевых действиях в качестве орудий сухопутной поддержки.      

## Механизм
Затвор пушки полуавтоматический, клиновой.

## ТТХ
| Калибр, мм                                    | 90         |
| Начальная скорость снаряда                    | 823        |
| Наибольший угол возвышения                    | 80°        |
| Угол горизонтального обстрела                 | 360°       |
| Вес в боевом положении, кг                    | Около 6000 |
| Вес в походном положении, кг                  | Около 8000 |
| Скорострельность (без досылателя), выстр./мин | 10-12      |
| Досягаемость по высоте, м                     | 11000      |
| Наибольшая дальность стрельбы, м              | 17700      |
| Вес снаряда, кг                               |            |
| - осколочного                                 | 9,55—10,63 |
| - бронебойного                                | 10,63      |

## M3

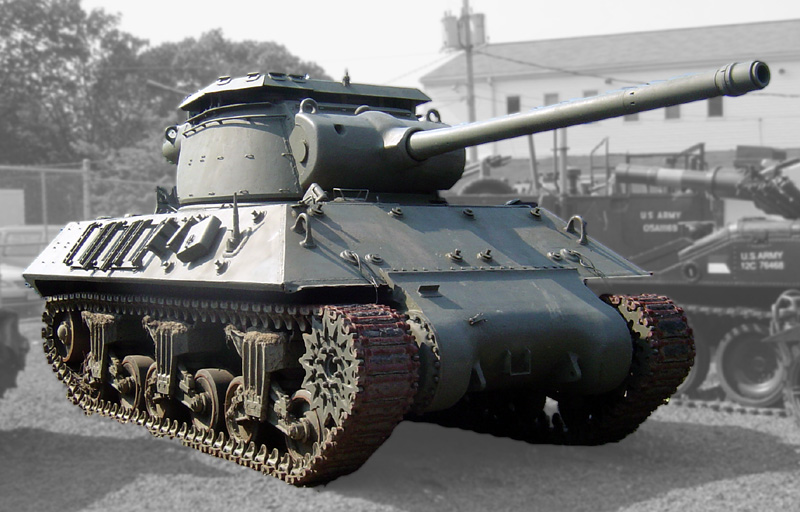

Созданная на основе зенитного орудия 90-мм нарезная полуавтоматическая пушка M3 с максимальной дульной энергией 3,97 МДж / 405 тс·м составляла основное вооружение истребителя танков M36. Орудие имело ствол-моноблок длиной 50 калибров / 4500 мм и вертикальный клиновой затвор. Для уравновешивания и обеспечения плавности наведения в вертикальной плоскости M3 снабжалась компенсатором пружинного типа. Техническая скорострельность орудия составляла 8 выстрелов в минуту. Начиная с 601-й серийной САУ, орудия оборудовались резьбовым креплением для однокамерного дульного тормоза, однако вплоть до 1400-й машины, самим дульным тормозом M36 на заводе не оснащались и снабжались защитным кожухом для резьбового крепления. В послевоенный период некоторое количество M36 было при капитальном ремонте перевооружено модернизированными пушками модели M3A1. Основным отличием этого орудия являлось наличие эжектора для удаления пороховых газов из канала ствола после выстрела, для открытой САУ, впрочем, являвшегося практически бесполезным.